# Schloßberg (Aßling)
Der Schloßberg bei Aßling ist ein bewaldeter Hügel westlich des Hauptorts gelegen. Auf dem Schloßberg hat sich eine frühmittelalterliche Burg befunden, von der
nur noch ein Burgstall vorhanden ist.